# Kabinett Boden II
Das Kabinett Boden II war das zweite Kabinett der Landesregierung des Landes Rheinland-Pfalz nach dem Zweiten Weltkrieg. Es begann am 13. Juni 1947 und wurde vom Kabinett Altmeier I abgelöst.
| Amt                                | Name             | Partei | Partei |
| ---------------------------------- | ---------------- | ------ | ------ |
| Ministerpräsident                  | Wilhelm Boden    |        | CDU    |
| Justiz und Kultus                  | Adolf Süsterhenn | CDU    |        |
| Wohlfahrt, Arbeit, Wiederaufbau    | Hans Junglas     | CDU    |        |
| Ernährung, Wirtschaft und Finanzen | Oskar Stübinger  | CDU    |        |